# No Surrender (to the IRA)
«No Surrender (to the IRA)» (en inglés, «No rendirse (al IRA)») es un canto al son del himno «Oil in My Lamp», que expresa oposición al Ejército Republicano Irlandés (o IRA, del inglés Irish Republican Army) que ha sido utilizado como un canto de fútbol por los fanáticos de la selección de fútbol de Inglaterra. La canción se cantó en pubs en las décadas de 1970 y 1980 y desde entonces se ha relacionado con organizaciones de extrema derecha como el Frente Nacional y el Partido Nacional Británico. Fue cantada por simpatizantes del Rangers F. C., algunos de los cuales tienen fuertes simpatías unionistas. Pudo haber sido adoptado por fanáticos ingleses que pasaron a seguir a clubes escoceses durante el período de cinco años en que los clubes ingleses tenían prohibido competir en copas europeas después de la tragedia de Heysel. En tiempos modernos, la canción es controvertida y muchos seguidores se niegan a cantarla. La Asociación Inglesa de Fútbol envió un correo electrónico a sus seguidores pidiéndoles que se abstengan de cantar la canción antes de un juego de mayo de 2013 contra la selección de fútbol de Irlanda, pero algunos la continúan cantando.

## Historia
La canción está asociada con el unionismo y particularmente el unionismo norirlandés. Expresa su oposición a las diversas iteraciones del Ejército Republicano Irlandés, que llevó a cabo bombardeos y asesinatos contra personal de seguridad británico y civiles durante su campaña armada como parte del conflicto norirlandés (década de los años 1960-1998). Los orígenes de la canción son desconocidos, pero fue cantada en pubs en las décadas de 1970 y 1980 y se ha asociado con el Frente Nacional y el Partido Nacional Británico.
La canción llegó a ser cantada por fanáticos de Rangers F. C., algunos de los cuales tenían fuertes simpatías unionistas, en contraste con los republicanos católicos que eran algunos partidarios del Celtic de Glasgow, sus viejos rivales de la Old Firm. La canción puede haberse popularizado entre los seguidores ingleses después de la tragedia de Heysel de 1985, que resultó en una prohibición de cinco años a los clubes ingleses que compiten en competencias europeas. Algunos fanáticos ingleses optaron por seguir a los clubes escoceses y los Rangers, uno de los más exitosos, atrajeron a muchos seguidores ingleses.
El canto no es aceptado por todos los seguidores, pero se ha asociado con los fanáticos de Inglaterra en el siglo XXI, siendo particularmente notable en los partidos fuera de casa. Un informe de la BBC de 2013 afirmó que el canto parecía originarse en secciones ocupadas por miembros del club oficial de seguidores. La popularidad del canto ha durado mucho después de que el Acuerdo de Viernes Santo de 1998 resolviera la mayor parte de la violencia asociada con el conflicto norirlandés. El canto también ha sido utilizado por la extrema derecha de la Liga de Defensa Inglesa y, desde la guerra contra el terrorismo, se ha modificado para referirse a al Qaeda y al Talibán en lugar del IRA. Otras variantes se han referido a la crisis del euro con «IRA» reemplazado por «IMF» (Fondo Monetario Internacional), «EU» (Unión Europea) o «ECB» (Banco Central Europeo).
Mientras que algunos fanáticos consideran la canción controvertida, sectaria y asociada con la extrema derecha y se niegan a cantar el canto, otros lo consideran solo como una declaración antiterrorista y continúan participando. No es un delito penal cantar «No Surrender», pero en algunas circunstancias podría considerarse que contraviene el artículo tres de los estatutos de la FIFA: «Discriminación de cualquier tipo contra un país, persona privada o grupo de personas por su origen étnico, género, idioma, religión, política o cualquier otro motivo está estrictamente prohibido y punible con suspensión o expulsión».
Además de la canción, algunos fanáticos insertan un grito de «no surrender» («no rendirse») en el puente musical antes de la línea «send her victorious» («la envíe victoriosa») en el himno nacional británico. La Asociación Inglesa de Fútbol (o FA, del inglés Football Association) ha intentado, en varias ocasiones, ahogar esto aumentando el volumen de la música.

## Historia reciente
En mayo de 2013, Inglaterra se enfrentó a la República de Irlanda por primera vez desde el partido amistoso de febrero de 1995 que se había convertido en el distubio de Lansdowne Road después de solo 27 minutos. Con la esperanza de evitar cualquier provocación, la FA envió un correo electrónico a los asistentes, firmado por el director técnico de la selección de fútbol de Inglaterra Roy Hodgson, pidiéndoles que se abstengan de cantar «No Surrender». Los fanáticos de Inglaterra acusaron a la FA de aumentar el riesgo de disturbios al llamar la atención sobre la canción. El portavoz de un club de seguidores dijo: «La FA nunca ha tenido un problema con [la canción] en el pasado, pero no ha intentado explicar por qué es tan ofensiva. Nunca he entendido por qué algunos fanáticos cantan eso porque no vas a juegos en Inglaterra para hablar sobre el debate político, y muchas de las personas que la cantan ni siquiera nacieron cuando el IRA llevó a cabo sus bombardeos en la Gran Bretaña continental». La canción fue cantada durante el partido.
El tema volvió a ser destacado antes del partido de noviembre de 2014 contra Escocia en el Celtic Park, Glasgow. Dado el terreno anfitrión, la FA fue consciente de causar disturbios y nuevamente solicitó que no se cantara la canción. Esta vez la canción no se cantó, pero los fanáticos cantaron «fuck the IRA» («que se joda el IRA») al ritmo de la batería de la banda de seguidores durante diez minutos a la vez. Al medio tiempo del partido, un representante de la FA solicitó que los bateristas dejaran de tocar. En los últimos años, los seguidores de Inglaterra han seguido cantando la canción, incluso en las finales de la Liga de las Naciones de la UEFA de junio de 2019 en Portugal y durante los disturbios en Praga de 2019 asociados con un partido de clasificación para la Eurocopa 2020.

## Letra
La canción se canta con la melodía del himno «Oil in My Lamp» (también conocida como «Give Me Joy in My Heart»).
| Verse: With St George in my heart, Keep me English, With St George in my heart I pray, With St George in my heart, Keep me English, Keep me English Till my dying day. Chorus: No surrender, No surrender to the IRA. Scum. | Verso: Con san Jorge en mi corazón, Mantenme inglés Con san Jorge en mi corazón rezo, Con san Jorge en mi corazón, Mantenme inglés Mantenme ingles Hasta el día de mi muerte. Coro: Sin rendición, No rendirse al IRA. Escoria. |